# Lafat
Lafat este o comună în departamentul Creuse din centrul Franței. În 2009 avea o populație de 384 de locuitori.

## Evoluția populației
| An        | 1975 | 1982 | 1990 | 1999 | 2006 | 2009 |
| --------- | ---- | ---- | ---- | ---- | ---- | ---- |
| Populație | 601  | 546  | 458  | 384  | 374  | 384  |